# Lytta aratae
Lytta aratae es una especie de coleóptero de la familia Meloidae.

## Distribución geográfica
Habita en Mendoza (México).